# Faye Marsay
Faye Elaine Marsay (Middlesbrough, 30 december 1986) is een Britse actrice. Ze is vooral bekend als The Waif in Game of Thrones (2015-2016).

## Biografie
Marsay werd geboren in Middlesbrough en doorliep de middelbare school aan de Laurence Jackson school en aan de Prior Pursglove College, beide in Guisborough. Het acteren leerde zij aan de Bristol Old Vic Theatre School in Bristol. Tijdens deze studie nam zij deel aan diverse toneelvoorstellingen.
Marsay begon in 2008 met acteren in de film Is That It?, waarna zij nog meerdere rollen speelde in films en televisieseries. 

## Filmografie

### Films
Uitgezonderd korte films.
- 2022 Lady Chatterley's Lover - als Hilda
- 2018 A Private War – Kate Richardson
- 2017 You, Me and Him - Alex
- 2017 Darkest Hour - Sybil
- 2014 Pride - Steph Chambers
- 2008 Is That It? - Sue

### Televisieseries
Uitgezonderd eenmalige gastrollen.
- 2025 Adolescence - DS Misha Frank
- 2022-2025 Andor - Vel Sartha - 15 afl.
- 2020 Avocado Toast the series - The One - 7 afl.
- 2019 Deep Water - Joanne Aspinall - 6 afl.
- 2019 The Sex Clinic - verteller - 6 afl.
- 2018 McMafia - Katya Godman - 8 afl.
- 2017 Bancroft - Katherine Stevens - 4 afl.
- 2016 Love, Nina - Nina - 5 afl.
- 2015-2016 Game of Thrones - The Waif - 11 afl.
- 2015 My Mad Fat Diary - Katie Springer - 3 afl.
- 2014 Glue - Janine - 8 afl.
- 2014 The Bletchley Circle - Lizzie - 4 afl.
- 2013 Fresh Meat - Candice - 8 afl.
- 2013 The White Queen - lady Anne Neville - 10 afl.

### Computerspellen
- 2015 Need for Speed – Amy

- Gemeinsame Normdatei: 1135988420
- International Standard Name Identifier: 0000 0004 3071 8777
- Library of Congress Control Number: no2014036144
- Nationale Bibliotheek van Israël: 987007364528005171
- Virtual International Authority File: 308181206
- WorldCat: E39PBJdGGcfQmdGc8qrr3g384q